# 程之平
程之平（1915年—1999年11月12日），原名程骏声，山东济南人，中华人民共和国政治人物，外交官，曾任中华人民共和国驻马耳他共和国特命全权大使。